# Thor: The Dark World (soundtrack)
Thor: The Dark World (Original Motion Picture Soundtrack) is de originele soundtrack van de Marvel Studios-film Thor: The Dark World, gecomponeerd door Brian Tyler. Het album werd op 28 oktober 2013 door Hollywood Records in Europa uitgebracht. Het album werd digitaal uitgebracht in de Verenigde Staten op 5 november, gevolgd door een cd-release op 12 november 2013.
Het is de eerste soundtrack in het Marvel Cinematic Universe met de "Marvel Studios Fanfare". De muziek werd opgenomen in de Abbey Road Studios en uitgevoerd door het Philharmonia Orchestra of London en het London Philharmonic Orchestra. De zang werd uitgevoerd door Tori Letzler.

## Tracklijst
Alle muziek is geschreven door Brian Tyler.

| Nr. | Titel                                                                   | Duur |
| --- | ----------------------------------------------------------------------- | ---- |
| 1.  | Thor: The Dark World                                                    | 2:10 |
| 2.  | Lokasenna                                                               | 2:31 |
| 3.  | Asgard                                                                  | 1:55 |
| 4.  | Battle of Vanaheim                                                      | 1:39 |
| 5.  | Origins                                                                 | 3:49 |
| 6.  | The Trial of Loki                                                       | 2:38 |
| 7.  | Into Eternity                                                           | 3:40 |
| 8.  | Escaping the Realm                                                      | 3:53 |
| 9.  | A Universe from Nothing                                                 | 2:20 |
| 10. | Untouchable                                                             | 4:08 |
| 11. | Thor, Son of Odin                                                       | 1:51 |
| 12. | Shadows of Loki                                                         | 2:25 |
| 13. | Sword and Council                                                       | 3:46 |
| 14. | Invasion of Asgard                                                      | 2:59 |
| 15. | Betrayal                                                                | 4:02 |
| 16. | Journey to Asgard                                                       | 2:17 |
| 17. | Uprising                                                                | 2:35 |
| 18. | Vortex                                                                  | 2:20 |
| 19. | An Unlikely Alliance (bevat "Captain America March" van Alan Silvestri) | 3:47 |
| 20. | Convergence                                                             | 3:42 |
| 21. | Beginning of the End                                                    | 5:20 |
| 22. | Deliverance                                                             | 2:21 |
| 23. | Battle Between Worlds                                                   | 3:29 |
| 24. | As the Hammer Falls                                                     | 2:40 |
| 25. | Legacy                                                                  | 4:08 |
| 26. | Marvel Studios Fanfare                                                  | 0:29 |